# محمد البنكي
محمد أحمد البنكي مفكر وكاتب بحريني، وواحد من أهم نقاد التسعينيات والمنتمين إلى تيار ما بعد الحداثة. وكيل وزارة الثقافة والإعلام في البحرين سابقاً. توفي البنكي في 28 أبريل 2010.

## السيرة
بدأ البنكي حياته العملية بعد تخرجه من كلية الآداب في جامعة البحرين، حيث عمل محررا في الصفحة الثقافية لجريدة الأيام في 1990، ثم انتقل بعدها إلى جامعة البحرين التي عمل فيها مديرا لدائرة العلاقات العامة والإعلام. وأثناء رئاسته لدائرة الإعلام في الجامعة، عمل على إصدار مجموعة من الدوريات الأدبية والنقدية قبل أن ينتقل إلى رئاسة تحرير صحيفة الوطن.
عمل البنكي لفترة قصيرة مستشارا لوزيرة الثقافة والإعلام الشيخة مي بنت محمد آل خليفة، قبل أن يعين في منصب وكيل الوزارة في 2008 حتى وفاته في 2010.

## مؤلفاته
- 2003: «عبد الله الغذامي والممارسة النقدية والثقافية»، من إصدار المؤسسة العربية للدراسات والنشر.
- 2005: «دريدا عربياً: قراءة التفكيك في الفكر النقدي العربي».[4]
- 2008: «الرواية والمدينة»، من إصدار المجلس الأعلى للثقافة في جمهورية مصر.
- 2008: «الرواية والتاريخ».[2]